# 東村 (茨城県)
東村（あずまむら、あづまむら）は、かつて茨城県新治郡に存在した村。現在の土浦市の南部である。

## 位置・地勢
新治郡の南端に位し、稲敷郡および筑波郡に接する。僅かに霞ケ浦に面する。山林あり耕地も多いが概ね平坦。永國および岩田には高地があるが、花室川を潅漑とする水田が広がり肥沃である。大字乙戸に、東西約1キロの乙戸沼がある。

## 歴史
文政年間に、中村から西根と追戸（乙戸）を分立。また岩田村から小岩田を分立し母体を大岩田に。さらに右籾村の南部を拓いて摩利山新田と称す。大部分は土浦藩領である。明治維新後は土浦県、明治5年に新治県、明治8年には茨城県の所轄に。明治40年東村軍友会が発足、明治43年には帝国在郷軍人会東村分会と改称する。

### 沿革
- 1889年（明治22年）4月1日 - 町村制施行により、右籾村・摩利山新田・中村・中村西根村・永國村・大岩田村・小岩田村・烏山村・乙戸村が合併、信太郡東村。旧村は大字に移行する。
- 1896年（明治29年）4月1日 - 信太郡消滅を期に郡村組替、新治郡東村。
- 1939年（昭和14年）6月1日 - 新治郡土浦町に編入し閉村。

## 地域

### 戸口
大正13年現在。人口3936、戸数685。
| 大字                           | 男  | 女  | 計  | 戸  |
| ------------------------------ | --- | --- | --- | --- |
| 中（なか）                     | 303 | 289 | 592 | 96  |
| 永國（ながくに）               | 142 | 125 | 267 | 45  |
| 小岩田（こいわだ）             | 144 | 146 | 290 | 47  |
| 大岩田（おおいわだ）           | 342 | 344 | 686 | 120 |
| 烏山（からすやま）             | 135 | 151 | 286 | 45  |
| 摩利山新田（まりやましんでん） | 43  | 50  | 93  | 13  |
| 中村西根（なかむらにしね）     | 333 | 315 | 648 | 104 |
| 乙戸（おっと）                 | 215 | 229 | 444 | 68  |
| 右籾（みぎもみ）               | N/A | N/A | 630 | 147 |

### 字
小名、坪および小字を記す。永國は古くは長國とも称した。
- 中 - 上宿、中宿、下宿
- 永國 - 東、北、入、子、出崎、聖天
- 小岩田 - 荒地、西田、内出、出戸、荒屋敷
- 大岩田 - 白山、廣見、中臺、根崎、堂屋久保、竹子、木曾、辨才天、西ノ前、内根
- 烏山 - 久保、新地、新屋敷、馬場、前峯、宮鈴臺
- 中村西根 - 木曾、殿山、新町
- 乙戸 - 中坪、中東、東、西、南
- 右籾 - 久保、寺地、中屋敷、前、古辻、辻鍛治屋、高場、平

## 官公署

### 村役場
大字中。現在の土浦市中（旧中村一区）、市立東小学校の脇にある。現況は国道354号。初代村長・飯田太一郎。

### 村会
村会の定数は12。

### 警察・消防
土浦警察署東村巡査駐在所。巡査1。役場敷地内にて警察権を執行する。東村消防組は8部制（中部、中村西根部、永國部、小岩田部、大岩田部、烏山部、右籾部、乙戸部）。人員420名。

## 産業
農業が主力であり米麦を生産し、養蚕が次ぐ。他に蔬菜・茶・栗・豆・落花生など。東村農会において農業改良・指導を行い、農家の福利増進を図る。金融に関しては、右籾および大岩田に信用組あり、組合員に農業資金を供給する。

## 寺社
- 日先神社 - 社格は村社。大字右籾日先峰。摩利支天さま。
- 鹿島神社 - 村社。大字右籾。天慶2年造営と伝わる。
- 吾妻神社 - 大字永國。村名の由来である。
- 大聖寺 - 大字永國。旧小田領常陸4ケ寺の一。真言宗。号は羽黒山。境内に羽黒権現および大杉明神がある。
- 如寶寺 - 大字小岩田。本尊は阿弥陀仏。大聖寺門徒。
- 法泉寺 - 大字大岩田。旧小田領常陸4ケ寺の一。真言宗。号は聖天山。堂後の天神山から、湖を展望することができる。

## 人物
- 中村和一郎 - 大字中村西根。明治15年1月生。県立土浦中学校卒業後に教育界に進み、東小・大岩田小の校長を歴任した。のち村議、昭和7年3月から村長を務める。
- 飯田堯一 - 東村出身。明治15年1月生。東洋大学卒業、立教大学教授。著書「思索・體驗・実践」など。

### その他
- 村松幸蔵翁頌徳碑 - 大字右籾。郷土発展に尽くし、生き神様と慕われた翁の徳を頌す石碑。昭和27年7月除幕。「踏正不退轉　犯艱救郷民　風骨冠一世　嗚呼此義人」